# Nordjyske Motorvej
Autostrada M70 (duń. Nordjyske Motorvej) - autostrada w Danii biegnąca z północy na południe od węzła Vendsyssel, gdzie krzyżuje się z autostradami Frederikshavnmotorvejen (M80) i Hirtshalsmotorvejen (M90), do węzła Århus-Nord gdzie przechodzi w Østjyske Motorvej (M60).
Autostrada oznakowana jest jako E45.

## Odcinki międzynarodowe
Droga na całej długości jest częścią trasy europejskiej E45.